# Myotis findleyi
Myotis findleyi es una especie de murciélago de la familia Vespertilionidae.

## Distribución geográfica
Se encuentra en México.